# 김문준
김문준(金文準, 1894년~1936년)는 한국의 노동운동가이자, 독립운동가이다.
1894년, 조선 제주도에서 태어나 의신학교와 제주공립농림학교,  수원농림학교를 거친 뒤 권업모범장에서 일했다.
1927년에는 노동운동에 참가하면서 일본 오사카에서 재일본조선노동총동맹에 가입 후 오사카조선노동조합 집행위원에 선임되었다.
1929년, 제주도 출신의 청소년들을 중심으로 오사카조선소년동맹을 조직해 청년운동의 주도했으며, 이후 노동자들을 중심으로 오사카고무공조합을 결성했다.
1930년, 활동 중 치안유지법 위반으로 체포되어 사카이형무소에 수감되었다.
1935년, 오사카내에서의 조선인의 생활과 노동환경 개선을 위한 《민중시보》를 창간했다.
1936년에 구류중에 받은 고문이 원인이 되어 사망했으며, 시신은 제주도에 옮겨 매장되었다.
그의 사후에는 오사카성공원에 세워진 현창대판사회운동지전사비에 그의 이름이 새겨졌으며, 2000년에 그의 활동을 기리며 대한민국 정부로부터 건국훈장 애족장이 추서되었다.

## 참고 자료
- 「アジア人物史 11」 集英社 2023